# Zastava Tervo
Zastava TERVO (en serbe cyrillique : Застава ТЕРВО) - "Zastava Terenska Vozila" (en français : "Zastava Véhicules tout terrain"), est une société serbe de l'industrie de la défense, spécialisée dans la production de véhicules militaires tout-terrain. Elle a été créée le 1er septembre 2017 avec tous les actifs de l'ancienne société Zastava Kamioni déclarée en faillite le 18 mai 2017. Elle est toujours implantée à Kragujevac, siège historique du groupe Zastava du temps de la Yougoslavie.
Cette société, nouvellement créée, produit des véhicules tout-terrain de toutes sortes à usage militaire avec peut-être des variantes civiles ainsi que des cabines blindées et des pièces pour véhicules militaires. À l'origine, tous les anciens modèles de Zastava Kamioni, camions et autobus, étaient censés être offerts. L'usine devait être rééquipée et modernisée en 2018 et la pleine production devrait démarrer en 2019,.

## Modèles

### Véhicules

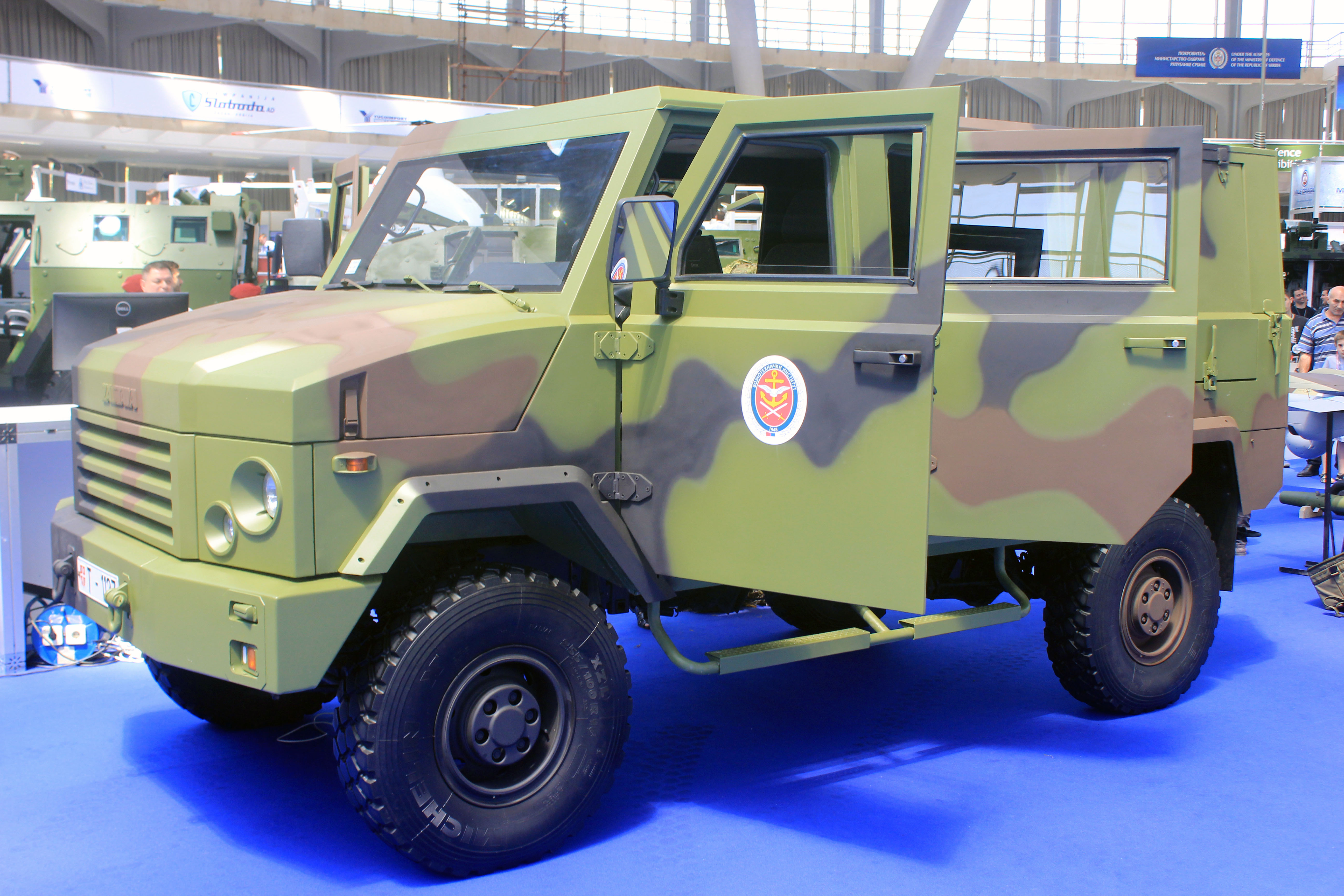
Zastava NTV on defense fair Partner 2017

Le produit principal de la nouvelle entreprise est le Zastava NTV, un modèle militaire rustique conçu sur la base de l'ancien Zastava Iveco Rival avec l'appui de l'Institut technique militaire de Belgrade. Il y a des versions pour l'armée, la police et l'usage civil. Outre NTV, les anciens camions Zastava sont théoriquement proposés sur le marché. Yugoimport SDPR prévoit également une production à grande échelle du BOV M16 Miloš dans la nouvelle société Zastava Tervo avec FAP Priboj,.

### Cabines blindées et pièces pour véhicules

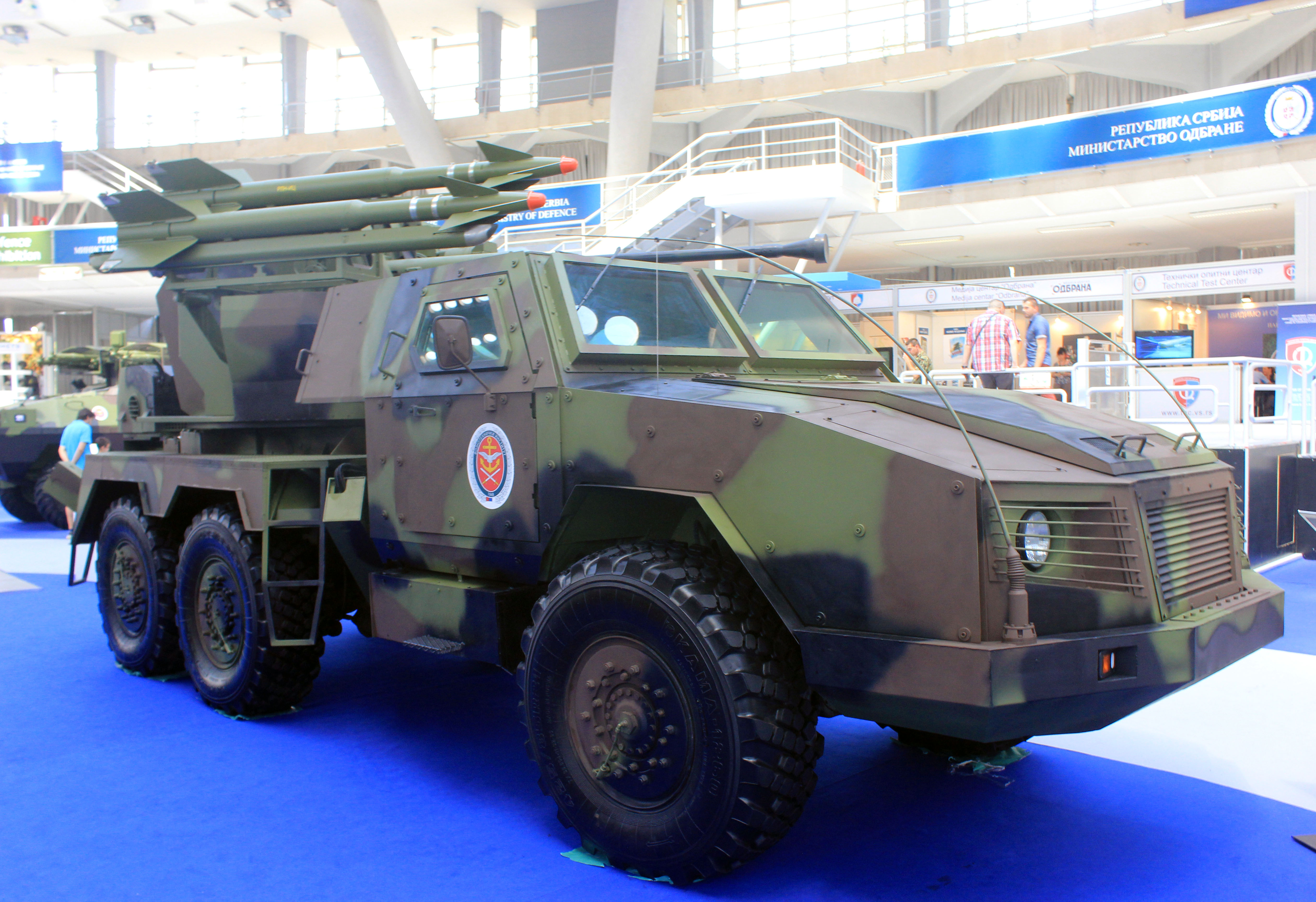
PASARS 16 avec cabine blindée au Salon de la défense Partner 2017

Les cabines blindées sont produites pour les véhicules militaires en collaboration avec Fabrika automobila Priboj, entreprise nationalisée qui fait partie des industries serbes de la défense. Des cabines sont produites pour différents véhicules militaires comme le M-77 Oganj modernisé et modulaire, le nouveau PASARS, le lanceur blindé Košava 1 et ALAS (missile).